# 伊藤淳二
伊藤 淳二（いとう じゅんじ、1922年7月10日 - 2021年12月19日）は、日本の実業家。武藤絲治に認められ、のちにカネボウ会長になる。日本航空元会長。建築学者の横尾義貫は従兄にあたる。

## 略歴
- 1922年（大正11年）7月22日 - 中国青島市で出生。神戸市育ち。旧制兵庫県立神戸第一中学（兵庫県立神戸高等学校）卒業。
- 1947年（昭和22年） - 慶應義塾大学経済学部卒、鐘淵紡績（後のカネボウ）入社
- 1961年（昭和36年） - 経営多角化を目指す「グレーターカネボウ計画」の立案に関わる
- 1968年（昭和43年） - 武藤絲治（カネボウ武藤山治の息子）の後継指名を受け、45歳で社長就任。労使協調、「ペンタゴン経営」と称する経営多角化路線を更に推し進める
- 1984年（昭和59年） - 会長に就任
- 1985年（昭和60年） - 中曽根内閣による日本航空の民営化方針を受け、同社副会長を兼任
- 1986年（昭和61年） - 日本航空会長。『45/47体制』廃止対応や日本航空123便墜落事故の収拾に当る傍ら、労使協調と経営多角化路線をここでも推進
- 1987年（昭和62年） - 労使対立が深刻化し、任期半ばにして日本航空会長を辞任
- 1992年（平成4年） - カネボウの経営から実質的に身を引き、同社名誉会長に就く
- 1995年（平成7年） - 同社名誉会長を勇退。終身名誉会長に就く
- 2003年（平成15年） - 同社終身名誉会長を勇退。鐘紡記念病院名誉理事長に就任
- 2021年（令和3年）12月 - 死去[2][3][4]。99歳没。

## 主著
- 『天命』（経済往来社）
- 『人生』（PHP研究所）
- 『理想』（PHP研究所）

## 関連書籍
- 城山三郎『役員室午後三時』- 主人公のモデル
- 山崎豊子『沈まぬ太陽』- 登場人物の国見会長のモデル
- 嶋田賢三郎『責任に時効なし―小説 巨額粉飾』- カネボウ破綻に関し伊藤ら旧経営陣の責任を問うたもの。著者は同社元常務。
- 松尾健治『組織衰退のメカニズム：歴史活用がもたらす罠』白桃書房、2022年2月。ISBN 9784561267638。 - 旧カネボウが戦後に衰退していくプロセスとメカニズムについて、史料や関係者の証言をもとに詳細に分析した経営学の書籍。伊藤淳二の意思決定、リーダーシップスタイル、人物像についても詳細に記述・分析している。